# Kuujjuaq
Kuujjuaq (inuktitut: ᑰᔾᔪᐊᖅ) är en nordlig bykommun (municipalité de village nordique) och tätort (centre de population) i regionen Nunavik i norra delen av provinsen Québec i Kanada. Med sina 2 668 invånare i kommunen (2021) är det det största samhället och huvudorten i Kativikterritoriet. Namnet betyder "stor flod" och syftar på Koksoakfloden. Tidigare var orten känd som "Fort Chimo", där "Chimo" var en misstolkning av hälsningsfrasen saimuuq, "låt oss skaka hand", en fras som inuiterna hälsade pälshandlarna med.

## Geografi
Kuujjuaq ligger på Koksoakflodens västra strand, 50 km från dess utflöde i Ungavabukten. Vardagen i samhället är intimt sammanbunden med tidvattnet i floden som ständigt förändrar landskapet och påtvingar sin rytm på inuiternas traditionella sommarförehavanden.
Samhället omges av tajga med gran och lärkträd här och där i de sumpiga dalarna. I augusti och september vandrar horder med renar förbi Kuujjuaq.

## Historia
De första européerna som kom i kontakt med de lokala inuiterna var evangeliska bröder. Efter en äventyrlig resa längs med Labradors och Ungavabuktens kuster kom bröderna Benjamin Kohlmeister och George Kmoch den 25 augusti 1811 till den inuitiska byn på flodens östra sida, några kilometer nedströms från dagens samhälle. Deras mål var att konvertera "eskimåerna till kristendomen". Enligt den dagbok som Kohlmeister förde var inuiterna mycket angelägna om att få en missionsstation på orten.
Omkring 1830 förlade Hudson Bay-kompaniet en pälshandelsstation på flodens östra strand fem kilometer från dagens Kuujjuaq. Handelsstationen stängdes 1842 men öppnades igen 1866. Inuiter, naskapi och montagnais kom för att handla vid stationen. 
En amerikansk flygbas byggdes 1942 (Crystal 1) på flodens västra strand där Kuujjuaq ligger idag. Den amerikanska närvaron 1941–1945 fick stor betydelse för det inuitiska samhället. Efter andra världskriget överlämnade USA basen till den kanadensiska regeringen. 1948 kom en katolsk missionsstation följt av en sjukvårdsinrättning, en skola och en väderstation. När HBC flyttade sin verksamhet till Fort Chimo vid landningsbanan 1958 följde de inuitiska familjerna på andra sidan floden efter. 1961 skapades en kooperation.

## Näringsliv
Med sina två landningsbanor är Kuujjuaqs flygplats transportnav i området. Här har flygbolaget Air Inuit sin hemmabas.
Samhället har idag flera hotell, restauranger, affärer, konstbutiker och en bank.